# Unfallkrankenhaus Linz

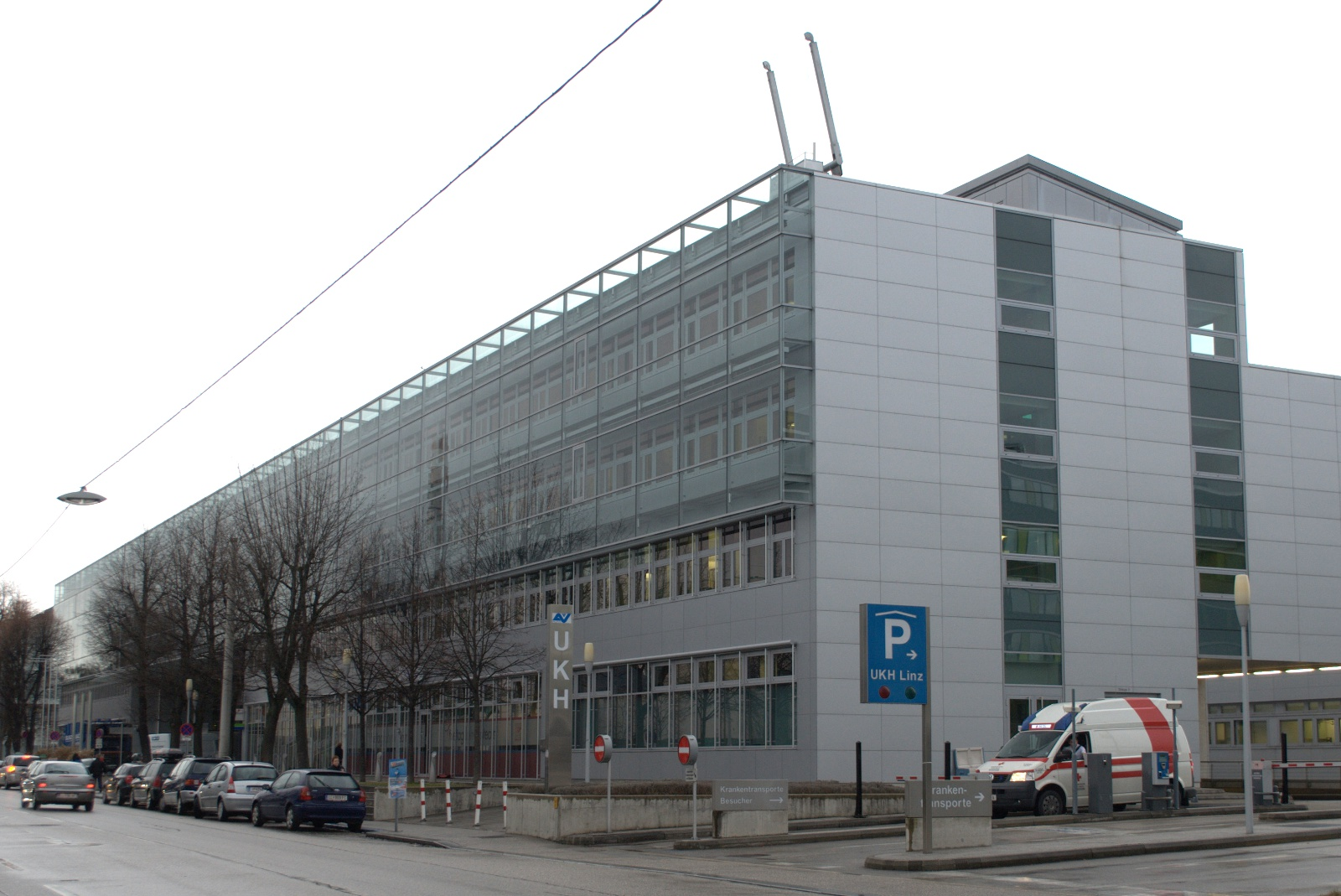
Front zur Garnisonsstraße

Das Unfallkrankenhaus Linz (kurz: UKH Linz) ist ein Krankenhaus der AUVA in der oberösterreichischen Landeshauptstadt Linz. Jährlich werden ca. 6.000 stationäre und 51.000 ambulante Fälle behandelt.

## Medizinische Ausstattung
Das Unfallkrankenhaus in Linz ist ein Schwerpunktkrankenhaus für Unfallchirurgie, Mikrochirurgie und Orthopädie. Bis 2016 hatte das UKH Linz auch eine Schwerbrandverletztenstation, die jedoch mangels Fallzahlen geschlossen werden musste.

## Geschichte
Der erste Standort des UKH war an der Linzer Blumauerkreuzung und wurde am 5. November 1951 eröffnet. Zwischen 1968 und 1977 wurden zahlreiche Umbaumaßnahmen durchgeführt, etwa die Einrichtung einer Intensivstation, einer Zentralsterilisation und einer zentralen Röntgenabteilung. 1988 errichtete man einen Hubschrauberlandeplatz an der nahegelegenen Lenaustraße, im Jahr darauf nahm man in Zusammenarbeit mit dem Samariterbund einen Notarztwagen (NAW) in Betrieb.
2002 begannen die Bauarbeiten für einen Neubau an der Garnisonstraße östlich des Stadtzentrums. Im Juli 2005 wurde der Neubau bezogen, der auch ein Personalwohnhaus und Geschäftslokale einschließt.
Erster Ärztlicher Leiter war der Unfallmediziner Jörg Böhler. Von 1971 bis 1986 hatte Rudolf Streli dieses Amt inne, anschließend von 1987 bis 2000 Georg Kukla. Albert Kröpfl war ärztlicher Leiter von 2001 bis zu seinem einvernehmlichen Rücktritt am 14. Oktober 2013 wegen Anklage und anschließender Verurteilung zu schwerem gewerbsmäßigen Betrug. Mit 1. Juli 2014 übernahm Oberarzt Klaus Katzensteiner die ärztliche Leitung des UKH.

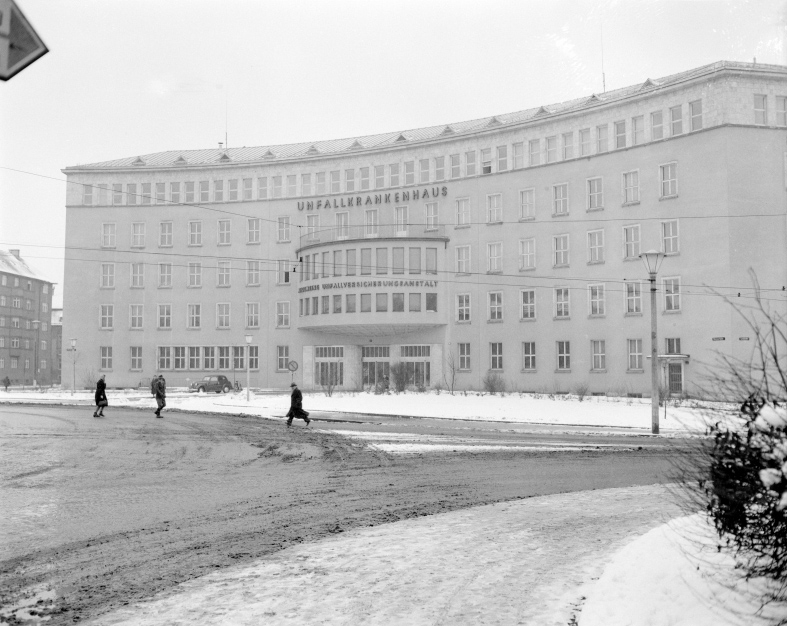
Der erste Standort 1953
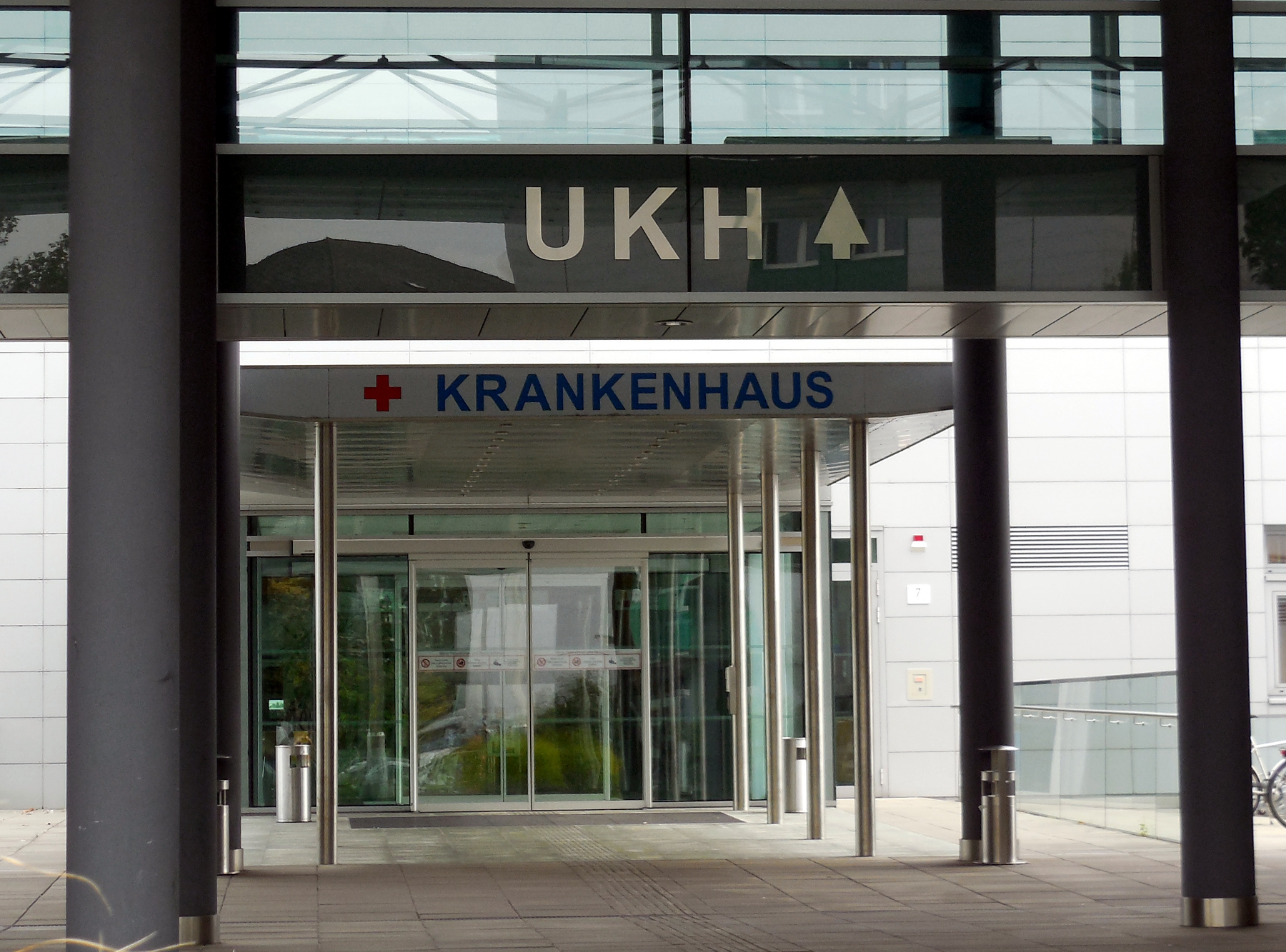
Haupteingang
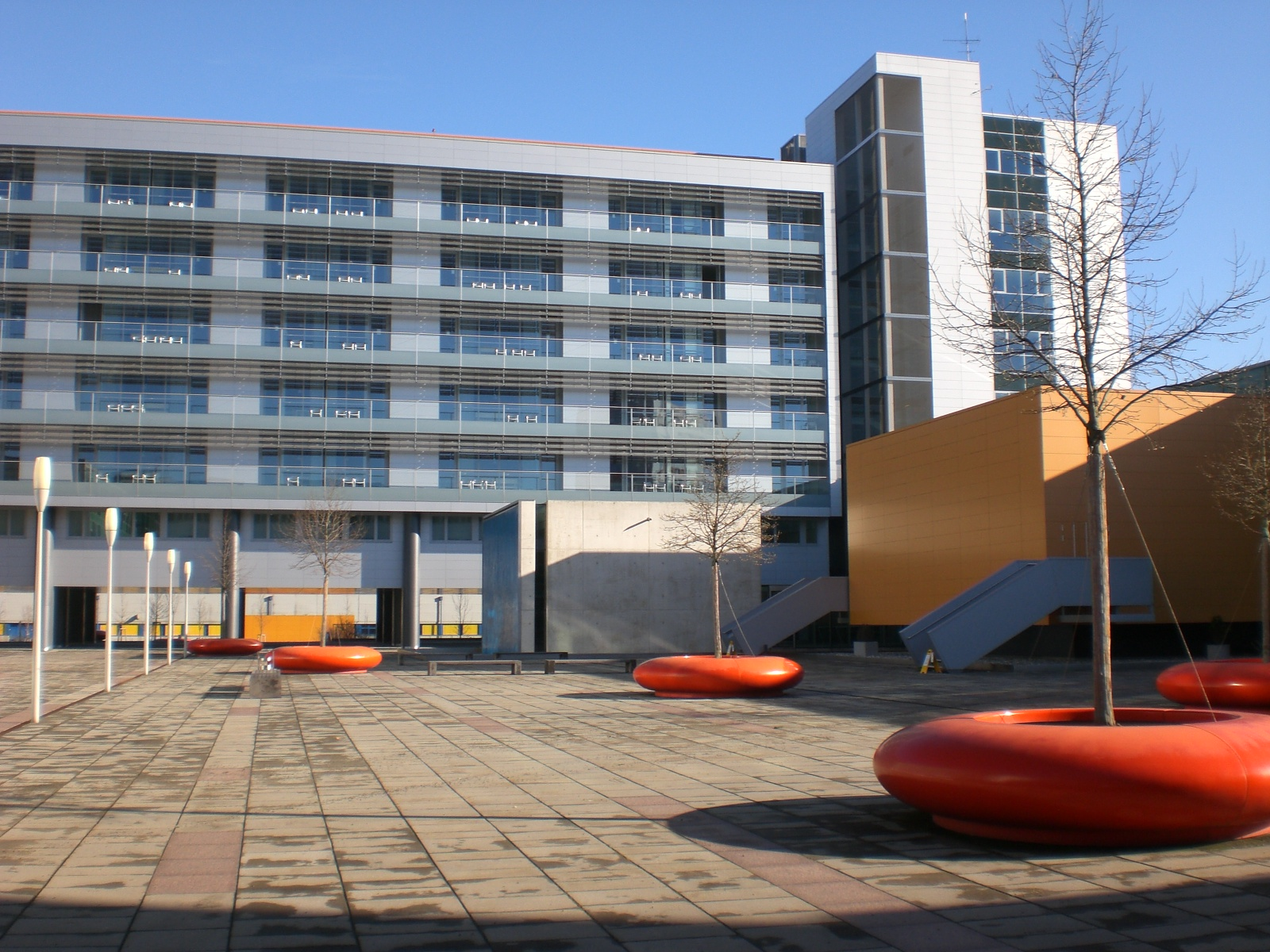
Innenhof